# Atletismo nos Jogos Pan-Americanos de 2011 - 100 m feminino
A competição dos 100 m rasos feminino foi um dos eventos do atletismo nos Jogos Pan-Americanos de 2011, em Guadalajara. Foi disputada no Estádio Telmex de Atletismo entre os dias 24 e 25 de outubro.

## Calendário
Horário local (UTC-6).
| Data          | Horário | Fase         |
| ------------- | ------- | ------------ |
| 24 de outubro | 14:45   | Qualificação |
| 24 de outubro | 17:30   | Semifinais   |
| 25 de outubro | 17:40   | Final        |

## Medalhistas
| Ouro   | BRA Rosângela Santos |
| Prata  | USA Barbara Pierre   |
| Bronze | BAR Shakera Reece    |

## Recordes
Recordes mundial e pan-americano antes da disputa dos Jogos Pan-Americanos de 2011.
| Tipo                             | Atleta                   | Tempo | Local          | Data                |
| -------------------------------- | ------------------------ | ----- | -------------- | ------------------- |
|                                  | Florence Griffith-Joyner | 10.49 | Indianápolis   | 16 de julho de 1988 |
| Recorde dos Jogos Pan-Americanos | Mikele Barber            | 11.02 | Rio de Janeiro | 24 de julho de 2007 |

## Resultados

### Qualificação
A primeira rodada estava marcada para 24 de outubro, mas foi cancelada por ter apenas 19 competidoras inscritas. Todas avançaram diretamente as semifinais.

### Semifinais
As duas melhores atlteas de cada bateria mais as duas atletas mais velozes, se classificaram para as finais.
| Pos. | Bateria | Atleta                    | País                         | Tempo | Obs.            |
| ---- | ------- | ------------------------- | ---------------------------- | ----- | --------------- |
| 1    | 1       | Rosângela Santos          | BRA Brasil                   | 11.26 | Q,              |
| 2    | 2       | Barbara Pierre            | USA Estados Unidos           | 11.37 | Q               |
| 3    | 1       | Yomara Hinestroza         | COL Colômbia                 | 11.41 | Q               |
| 4    | 3       | Shakera Reece             | BAR Barbados                 | 11.43 | Q,              |
| 5    | 1       | Laverne Jones-Ferrette    | ISV Ilhas Virgens Americanas | 11.45 | q               |
| 6    | 3       | Ana Cláudia Lemos         | BRA Brasil                   | 11.46 | Q               |
| 7    | 2       | Nelkis Casabona           | CUB Cuba                     | 11.56 | Q               |
| 8    | 2       | Marielis Sánchez          | DOM República Dominicana     | 11.57 | q,              |
| 9    | 2       | Courtney Cerene Patterson | ISV Ilhas Virgens Americanas | 11.59 |                 |
| 10   | 2       | Tameka Williams           | SKN São Cristóvão e Neves    | 11.68 |                 |
| 11   | 3       | Kenyanna Wilson           | USA Estados Unidos           | 11.74 |                 |
| 12   | 3       | Eliecith Palacios         | COL Colômbia                 | 11.77 |                 |
| 13   | 3       | Jessica Lynn Sánchez      | MEX México                   | 11.80 | Recorde pessoal |
| 14   | 3       | Kerri-Ann Mitchell        | CAN Canadá                   | 11.81 |                 |
| 15   | 1       | Daniela Pávez             | CHI Chile                    | 11.85 |                 |
| 16   | 1       | Ramona van der Vloot      | SUR Suriname                 | 12.01 | Recorde pessoal |
| 17   | 1       | Charnelle Enriquez        | BIZ Belize                   | 13.15 |                 |
| 18   | 2       | Matilde Álvarez           | MEX México                   | 13.25 |                 |
|      | 1       | Fany Santa Chalas Frias   | DOM República Dominicana     | DNS   |                 |

### Final
| Pos.              | Atleta                 | País                         | Tempo | Obs.             |
| ----------------- | ---------------------- | ---------------------------- | ----- | ---------------- |
| Medalha de ouro   | Rosângela Santos       | BRA Brasil                   | 11.22 | Recorde pessoal  |
| Medalha de prata  | Barbara Pierre         | USA Estados Unidos           | 11.25 |                  |
| Medalha de bronze | Shakera Reece          | BAR Barbados                 | 11.26 | Recorde nacional |
| 4                 | Ana Cláudia Lemos      | BRA Brasil                   | 11.35 |                  |
| 5                 | Marielis Sánchez       | DOM República Dominicana     | 11.49 | Recorde nacional |
| 6                 | Yomara Hinestroza      | COL Colômbia                 | 11.50 |                  |
| 7                 | Nelkis Casabona        | CUB Cuba                     | 11.56 |                  |
| 8                 | Laverne Jones-Ferrette | ISV Ilhas Virgens Americanas | 11.60 |                  |

Legenda
| Recorde mundial                  | Recorde mundial (World record)               |                       | Recorde africano                      | Recorde africano (African) |                                           | Q | Classificado por posição (Qualified) |
| Recorde dos Jogos Pan-Americanos | Recorde pan-americano (Pan-American record)  | Recorde da América    | Recorde da América (Americas)         | q                          | Classificado por melhor tempo (Qualified) |   |                                      |
| Melhor marca do ano              | Melhor marca do ano (World leading)          | Recorde asiático      | Recorde asiático (Asian)              | DNS                        | Não largou (Did not start)                |   |                                      |
| Recorde nacional                 | Recorde nacional (National record)           | Recorde europeu       | Recorde europeu (European)            | DNF                        | Não terminou (Did not finish)             |   |                                      |
| Recorde pessoal                  | Recorde pessoal do atleta (Personal best)    | Recorde da Oceania    | Recorde da Oceania (Oceania)          | DSQ / DQ                   | Desclassificado (Disqualified)            |   |                                      |
| Recorde da temporada             | Recorde da temporada do atleta (Season best) | Recorde sul-americano | Recorde sul-americano (South America) | NM                         | Sem marca (No mark)                       |   |                                      |